# Chakra Linux
Chakra était une distribution GNU/Linux basée sur Arch Linux puis indépendante, spécialement développée sur le dernier environnement de bureau et les applications KDE SC.